# Diaparsis manukyani
Diaparsis manukyani är en stekelart som beskrevs av Andrey Ivanovich Khalaim 2002. Diaparsis manukyani ingår i släktet Diaparsis och familjen brokparasitsteklar. Inga underarter finns listade i Catalogue of Life.